# Ducto hepático comum
O ducto hepático comum é um ducto formado pela convergência do ducto hepático direito e do ducto hepático esquerdo (que drenam a bile a partir dos respectivos lobos direito e esquerdo do fígado). O ducto hepático comum se une ao ducto cístico que surge a partir da  vesícula biliar, formando então o ducto colédoco. O ducto normalmente possuí de 6 a 8 cm de comprimento e 6mm de diâmetro em adultos.

## Significância clínica
O ducto hepático é parte do trato biliar que transporta secreções do fígado ate a papila maior do duodeno. Recebe maior volume em indivíduos que tiveram a vesícula biliar removida.
É uma importante referencia anatômica em cirurgias de remoção da vesícula biliar. Forma uma das bordas do Trígono cistepático, juntamente com o ducto cístico e a artéria cística.  Todos os constituintes do trígono devem ser corretamente identificados para que seja realizado o corte na estrutura correta.

## Galeria

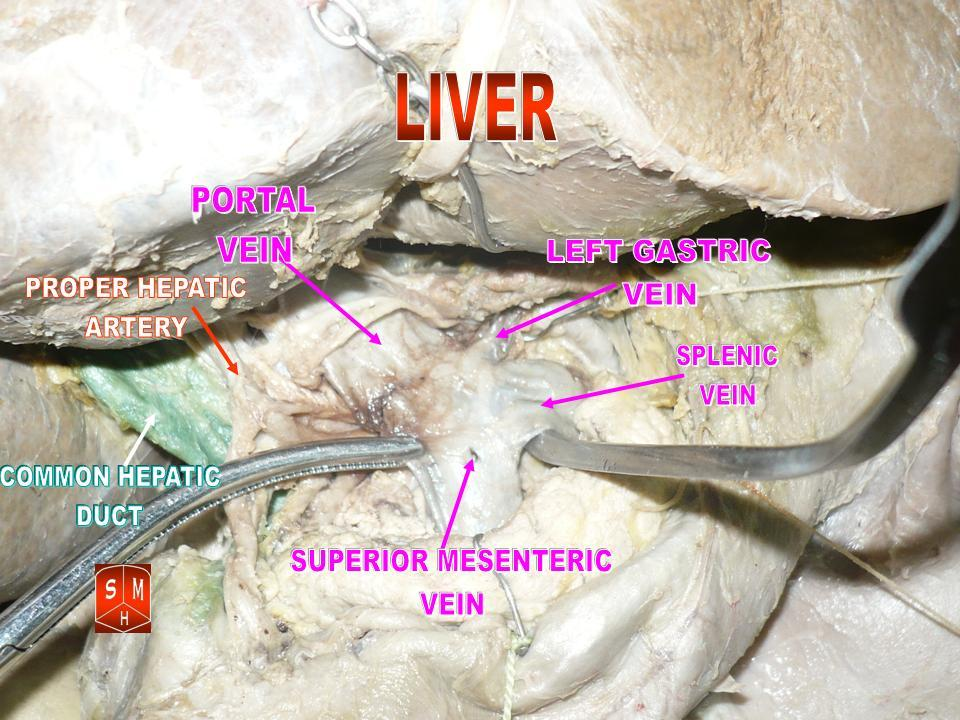
Ducto hepático comum
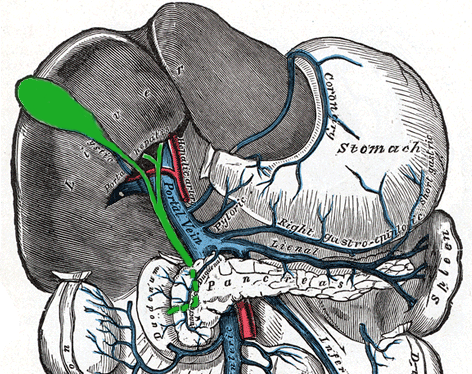
Veia porta e seus afluentes.
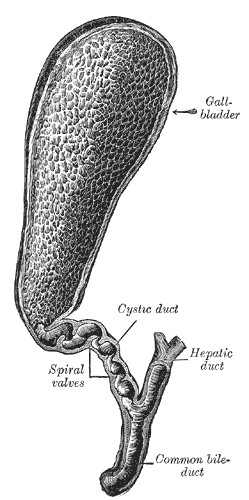
Vesícula biliar e ductos biliares secionados.
Esquema, trato biliar e pancreático.
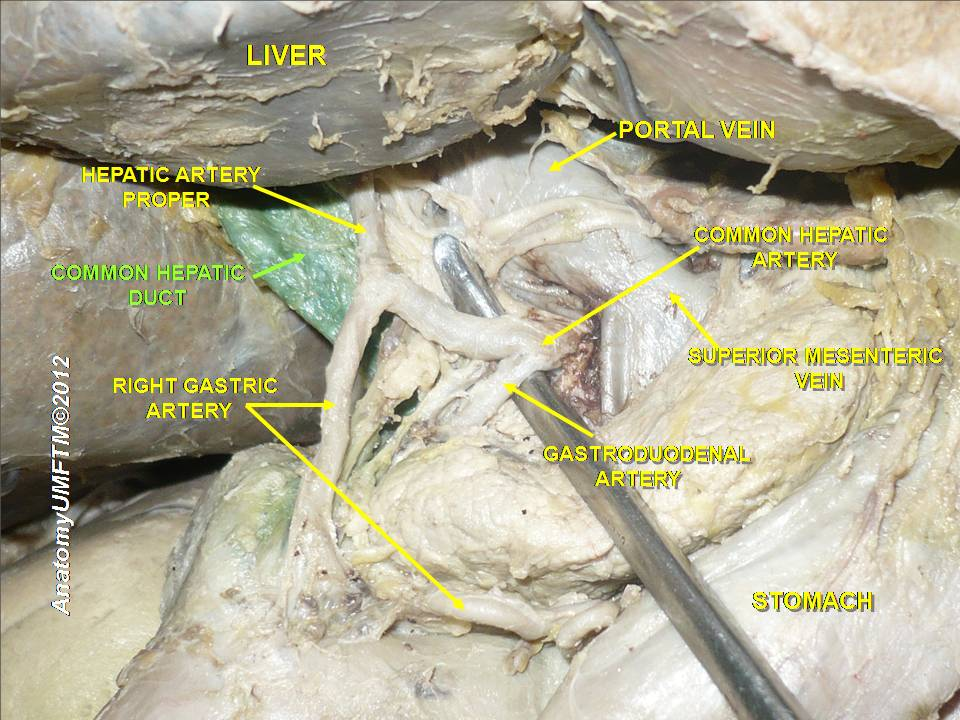
Ducto hepático comum

## Referencias
1. ↑  Gray's Anatomy, ed. 39, p. 1228